# Thông Caribe
Thông Caribe (danh pháp hai phần: Pinus caribaea) là một loài cây thuộc họ Thông (Pinaceae) bản địa khu vực Trung Mỹ, Cuba, Bahamas và quần đảo Turks và Caicos. Loài này được Morelet miêu tả khoa học đầu tiên năm 1851.

## Phân loại
Loài thông này có 3 phân loài khác biệt, trong đó có một phân loài đủ khác biệt đến mức một số tác giả coi là loài riêng rẽ:
- Pinus caribaea var. caribaea – Đặc hữu miền tây Cuba (tỉnh Pinar del Rio và đảo Youth)
- Pinus caribaea var. bahamensis (Grisebach) W.H.Barrett & Golfari. Đặc hữu Bahamas và quần đảo Turks và Caicos.
- Pinus caribaea var. hondurensis (Sénéclauze) W.H.Barrett & Golfari. Bản địa của Belize, Guatemala, El Salvador, Honduras, Nicaragua và bang Quintana Roo của México.

Trong khi loài này về tổng thể không bị coi là đang bị đe dọa nhưng phân loài điển hình của Cuba bị suy giảm rõ nét do chặt phá rừng và hiện nay nó được IUCN coi là loài dễ thương tổn.

## Đặc điểm
Cây gỗ nguyên sản cao tới 36 mét, đường kính 0,9 – 1,0 mét, vỏ màu nâu đỏ hoặc lửa đỏ. Cành một năm thô, màu nâu hoặc vàng đất, không có lông nhưng có phấn trắng. Các lá dạng vảy tồn tại 7-8 năm. Chồi màu nâu xám.
Lá kim, 2-3 lá làm thành một bó, thông thường 3, dài 12 –30 cm, mảnh, mềm và rủ xuống, bẹ lá cứng dài 
từ 1-1,2 cm, màu nâu sau trở thành đen. Nón cái không cuống mọc không tập trung, nón đực tập trung đầu cành.
Quả hình trứng dài, hơi cong, dài 5–12 cm, vảy màu nâu đỏ, giữa dày lên, có gai ngắn, hạt dài 6mm rộng 3mm, màu lửa hoặc nâu nhạt, có chấm, có cánh dài 2.5 cm. Lá mầm 6-7, ít khi 4-9.
Cây nguyên sản ở Cuba và duyên hải bắc Mỹ, ở những vùng có khí hậu nóng ẩm, vùng duyên hải lượng mưa cao và những vùng đất ẩm ướt.

## Tại Việt Nam
Đây là loài thông nhiệt đới, một trong những loài cây lá kim có tốc độ tăng trưởng cao nhất, năng suất cao. Loài cây này mới được nhập nội vào Việt Nam khoảng từ thập niên 1980 trở lại đây, cây sinh trưởng tốt và rất có triển vọng.

## Hình ảnh

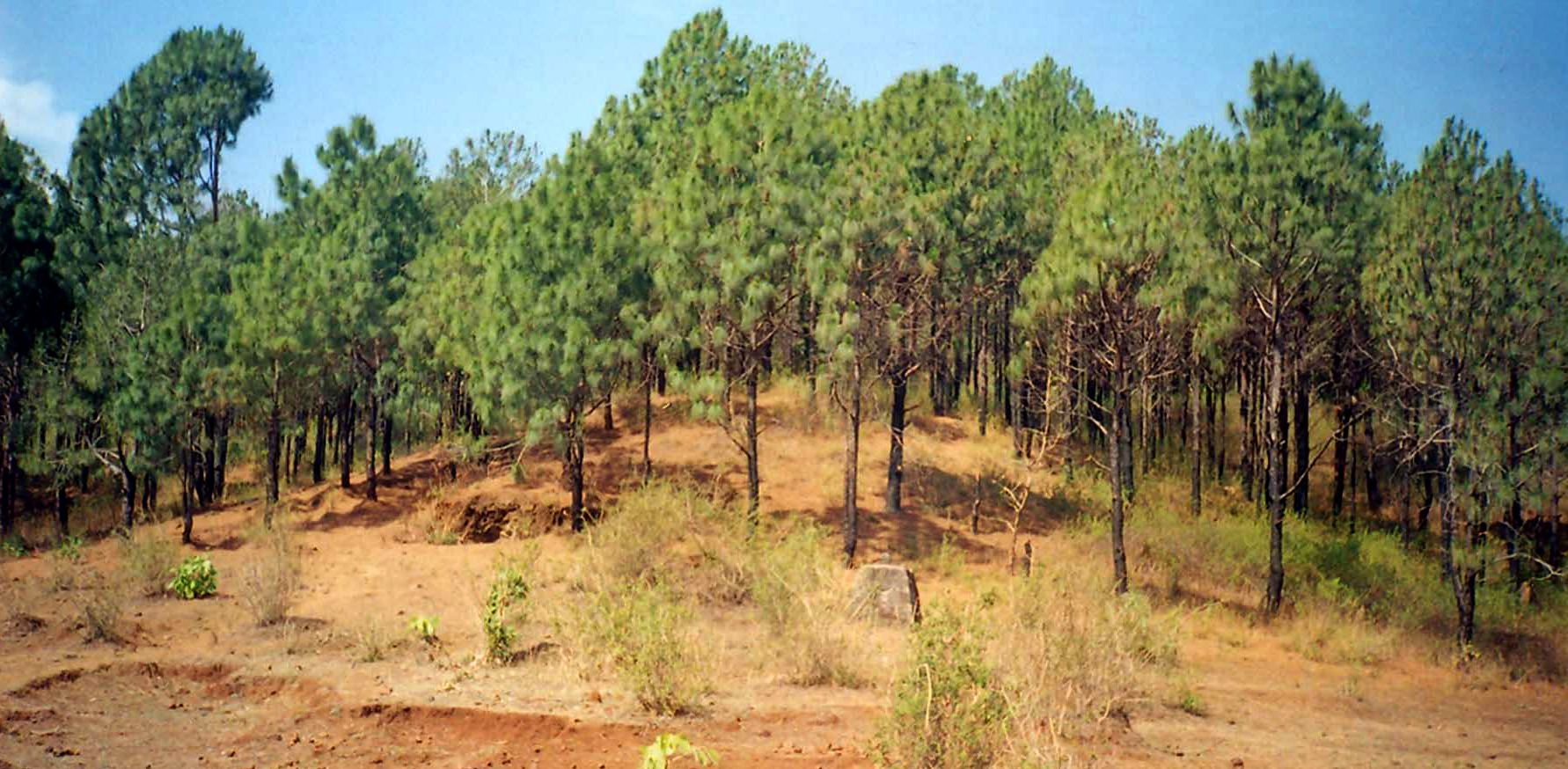
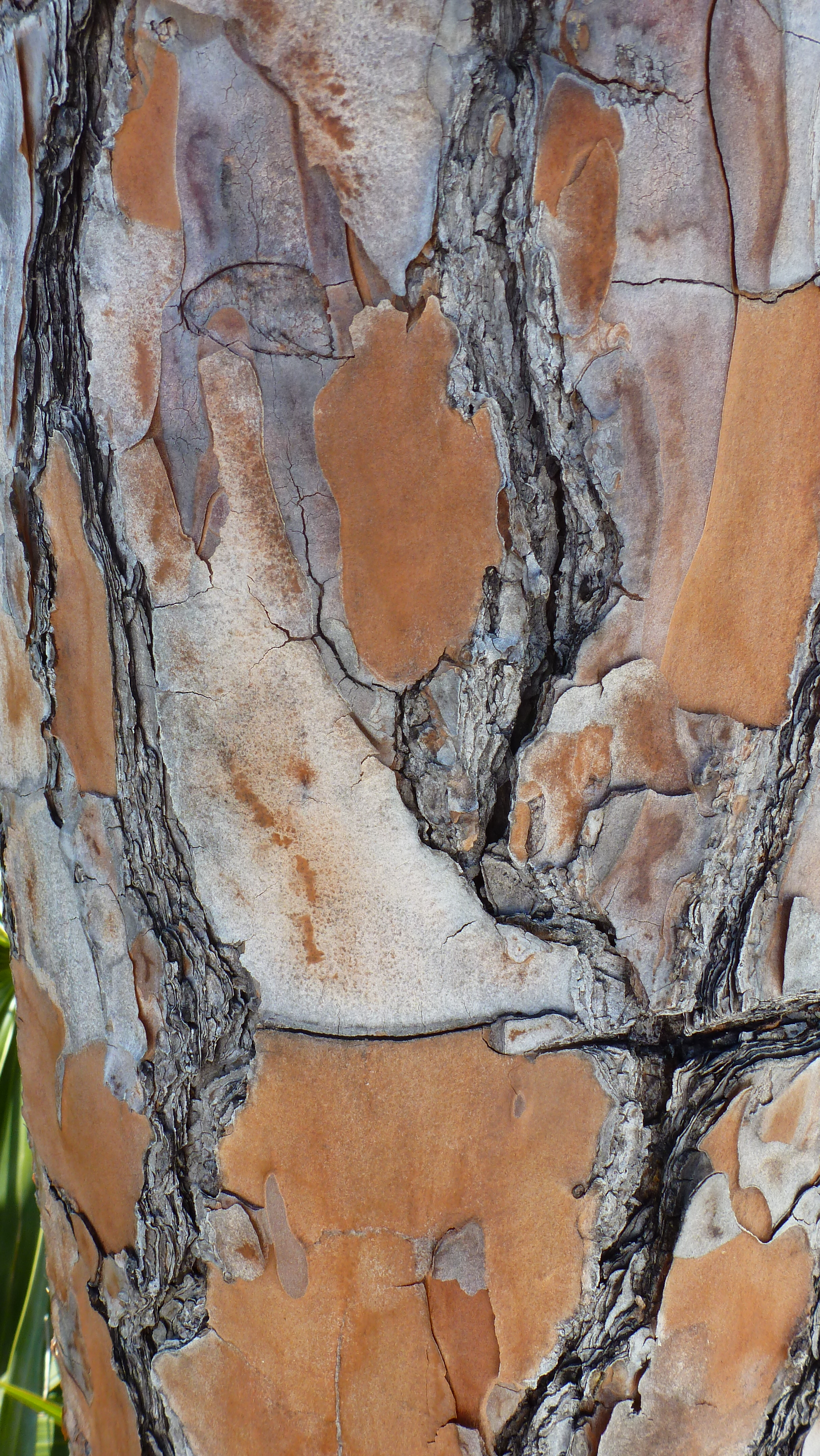
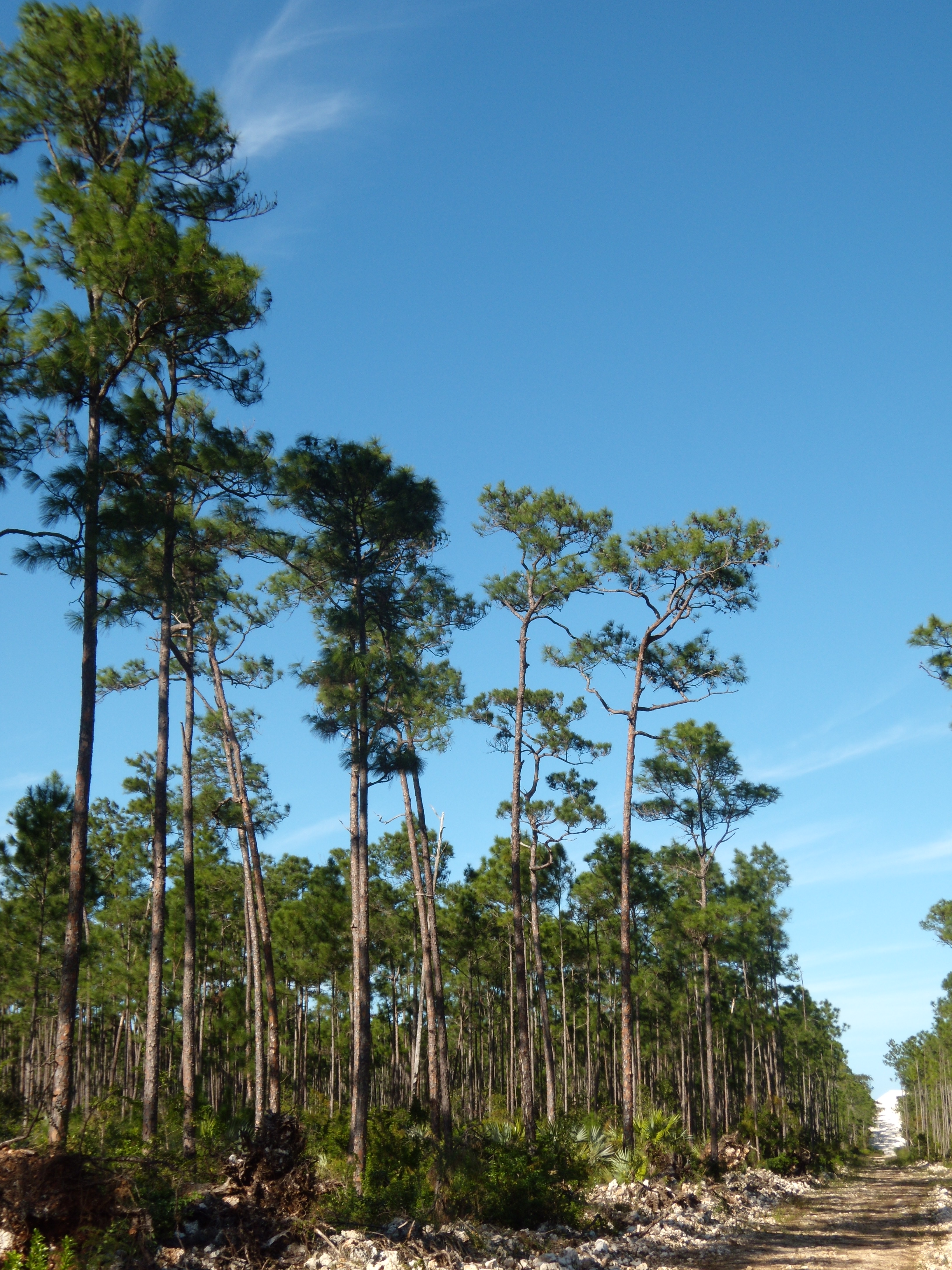
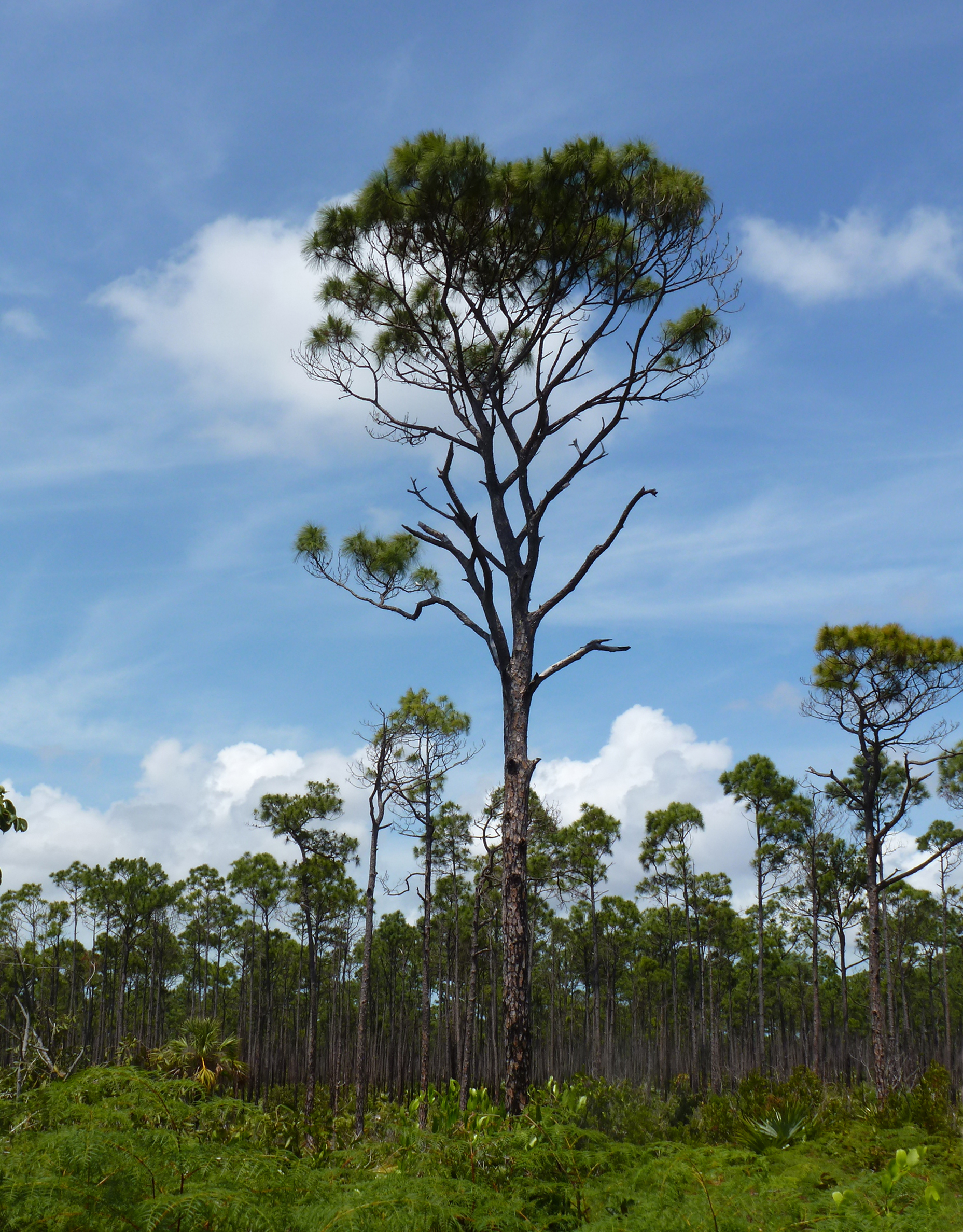